# Itamar Marzel
Itamar Marzel (in ebraico איתמר מרזל‎?; 16 maggio 1949) è un ex cestista israeliano.

## Carriera
Con Israele ha partecipato a cinque edizioni dei Campionati europei (1969, 1971, 1973, 1975, 1977).

## Palmarès
- Coppa di Israele: 1

Hapoel Gvat/Yagur: 1975-76